# Trias supérieur
 (décembre 2020).
Si vous disposez d'ouvrages ou d'articles de référence ou si vous connaissez des sites web de qualité traitant du thème abordé ici, merci de compléter l'article en donnant les références utiles à sa vérifiabilité et en les liant à la section « Notes et références ».
Stratigraphie
Trias moyen Jurassique inférieur
Jurassique
Le Trias supérieur est la troisième et dernière époque du Trias et s'étend entre 237 et 201,3 Ma. Sa fin est marquée par l'extinction Trias-Jurassique, l'un des cinq événements majeurs d'extinction massive sur Terre. 
En Europe, l'époque a longtemps été appelée Keuper, du nom de l'étage supérieur du groupe lithostratigraphique allemand dont l'âge est similaire mais qui englobe une partie du Trias moyen.
Le Trias supérieur est précédé du Trias moyen, suivi du Jurassique inférieur et divisé en trois étages : le Carnien, le Norien et le Rhétien.

## Principaux évènements

### Épisode pluvial du Carnien
L'épisode pluvial du Carnien est un épisode de changement climatique mondial,marqué par des précipitations accrues il y a environ 232 millions d'années. Il dure près d'un million d'années et aurait provoqué une extinction massive de certaines espèces mais également une diversification importante d'autres espèces. L'expansion des dinosaures, notamment, serait corrélée à cet épisode climatique.
Des enregistrements géologiques du monde entier indiquent des changements environnementaux rapides pendant cet épisode, contemporains d'une perturbation du cycle du carbone, et probablement liés au volcanisme de la grande province magmatique de Wrangellia.    

### Extinction Trias-Jurassique
| Millions d'années O-S Fin D Cap P-Tr Tr-J K-Pg |

Le graphique bleu indique le pourcentage apparent (pas en nombre absolu) de genres d'animaux marins ayant disparu au cours d'un intervalle de temps. Il ne représente pas toutes les espèces marines, mais seulement les espèces marines fossiles. Les 5 plus grandes extinctions sont liées, voir les extinctions massives pour plus de détails.
Source et information sur le graphique
À la fin du Trias supérieur, une extinction majeure entraîne la disparition d'environ 76% de toutes les espèces de la vie terrestre et marine, ainsi que de près de 20% des familles taxonomiques. Bien que moins destructrice que l'extinction Permienne qui prit place environ 50 millions d'années plus tôt et qui détruisit environ 70% des espèces terrestres, 57% des familles d'insectes ainsi que 95% de la vie marine, l'extinction Trias-Jurassique entraîne une forte diminution de la taille des populations de nombreuses populations d'organismes vivants.
L'environnement du Trias supérieur a des effets négatifs sur les faunes de conodontes et les groupes ammonoïdes . Ces groupes servirent de fossiles stratigraphiques essentiels pour plusieurs strates du Trias et sont gravement touchés par l'extinction de masse. Les gastéropodes, les bivalves, les reptiles marins et les brachiopodes sont également grandement affectés.
Malgré la disparition de grandes populations au Trias supérieur, de nombreuses familles, telles que les ptérosaures, les crocodiles, les mammifères et les poissons sont relativement peu affectés par la crise.

## Keuper
Le Keuper est la partie supérieure du Trias germanique et s'étend entre -230.27 Ma à -205.7 Ma. Correspondant grossièrement aux dates du Trias supérieur, le terme, issu du dialecte des carriers allemands pour désigner les marnes, a parfois été employé pour désigner le Trias supérieur bien que le Keuper couvre également une partie du Trias moyen.
Les vastes zones inondées et peu profondes accueillent des dépôts détritiques fins qui donnent les marnes irisées (argilites) accompagnées d'évaporites. Celles-ci peuvent être composées - selon l'épaisseur de l'eau évaporée - de dolomies, de sulfates à l'origine du gypse et de l'anhydrite et enfin du sel gemme. Dans les Alpes, les évaporites du Keuper ont servi de niveau de décollement à de nombreux charriages (nappe de Digne par exemple).
Des bassins houillers peuvent également se former, comme le petit gisement de Haute-Saône ou celui des Vosges, mêlé au gypse, à la marne et situé dans un secteur riche en sel.